# Horváth Balázs (politikus)
Horváth Balázs (Budapest, 1942. augusztus 13. – Veszprém, 2006. július 2.) magyar ügyvéd, politikus, az Antall-kormány első belügyminisztere.

## Ügyvédi tevékenysége
1960-ban érettségizett a balatonfüredi Lóczy Lajos Gimnáziumban. Az ELTE Állam- és Jogtudományi Karán 1965-ben szerzett diplomát. Először Pápán, majd Veszprémben ügyvédjelölt. 1968-tól a veszprémi 2. sz. Ügyvédi Munkaközösségben ügyvéd. Szakterülete a közlekedési bűnügyek voltak. 1990 és 1995 között szüneteltette ügyvédi tevékenységét. 1995 után egyéni ügyvédként tevékenykedett.

## Politikai pályafutása

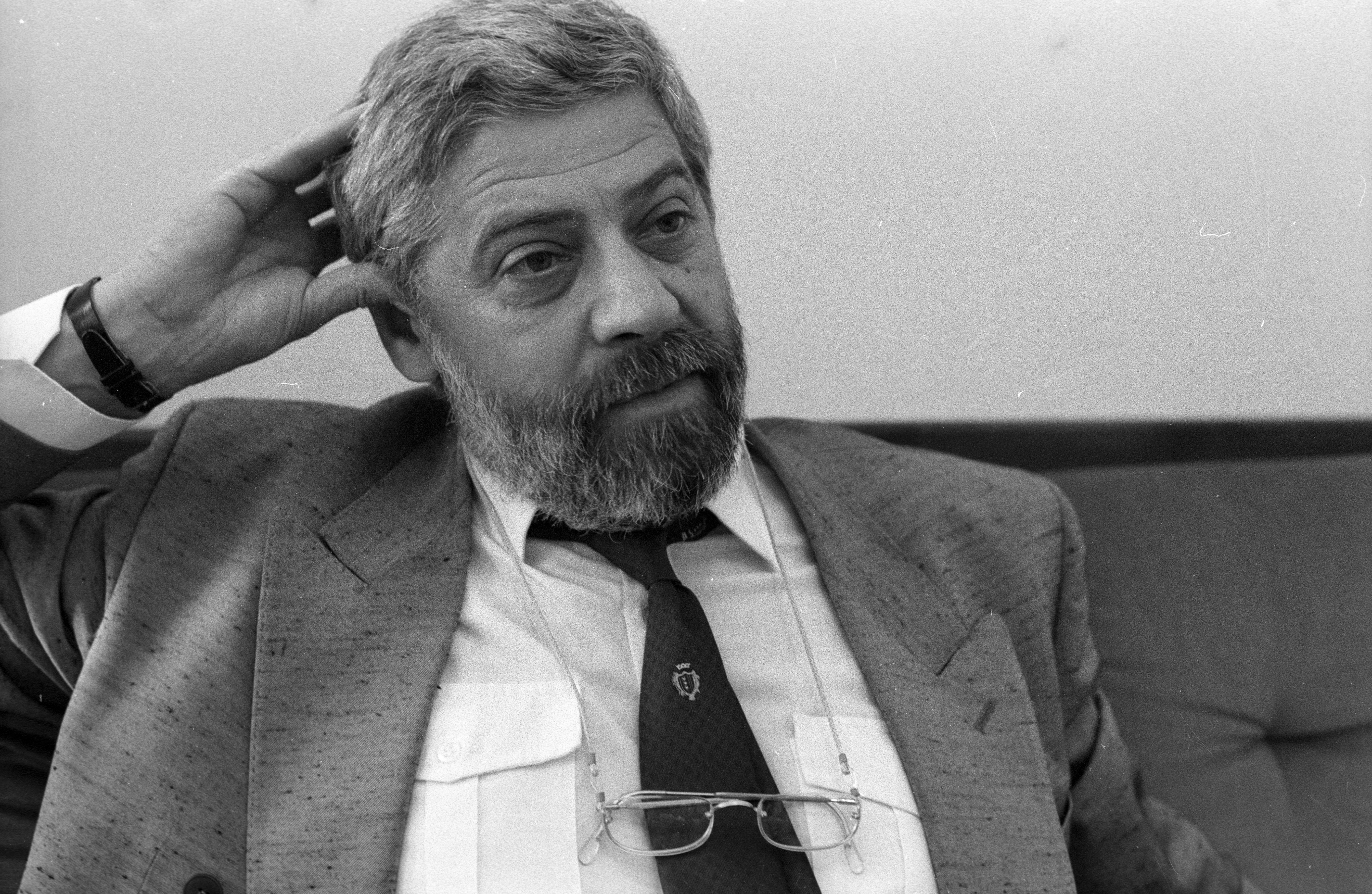
Belügyminiszterként 1990-ben

1988-ban a Magyar Demokrata Fórum alapító tagja. 1989–1990-ben Veszprém megyei elnöke. 1990 és 1993 között a párt országos elnökségének tagja. 1991-ben rövid ideig ügyvezető alelnök. 1993 és 1995, majd 1996 és 2004 között veszprémi városi elnöke.
Antall József miniszterelnök őt jelölte ki a rendszerváltás utáni első belügyminiszternek és ezáltal félhivatalos helyettesének. Belügyminisztersége alatt készült el a volt szocialista államok közül először önkormányzati törvény. Bukását 1990 decemberében az ún. „taxisblokád” okozta, lemondott. Ezt követően az Antall-kormányban 1990–91-ben a határon túli magyarokkal foglalkozó tárca nélküli miniszter, majd 1991 és 1993 között a sportirányításért, valamint az Országgyűlés és a kormány közötti kapcsolattartásért illetékes tárca nélküli miniszter volt. Az Antall József halála után megalakuló Boross-kormányban nem kapott szerepet.
1990-ben a Veszprém megye 6. számú egyéni választókerületben szerzett mandátumot. 1994-ben nem jutott be az Országgyűlésbe. 1998-tól minden választáson egyéni mandátumot szerzett.
1998 és 2004 között az MDF frakcióvezető-helyettese. 2004-ben a Dávid Ibolya pártelnök politikáját kritizáló Lakitelek-munkacsoport tagja volt. Később kizárták a frakcióból, amit a parlament ügyrendi bizottsága megerősített. A ciklus végéig független képviselőként dolgozott. A Lakitelek-munkacsoportból keletkezett Nemzeti Fórum egyesület alapító tagja, mely szövetségesi megállapodást kötött a Fidesszel. A 2006-os választásokon már a Fidesz színeiben jutott be az Országgyűlésbe.
2002-től haláláig a Veszprém Megyei Közgyűlés előbb független tagja volt, majd belépett a Fidesz-frakcióba. Helyére az Országgyűlésbe az időközi választáson (október 1.) nyertes unokaöccse, Horváth Zsolt került be.

## Civil tevékenysége
Tagja volt a Magyar Jogász Egyletnek, a Magyar Vitorlás Szövetségnek és a Magyar Lovassport Szövetségnek. Hobbija a lovastusa volt.

## Családja
Özvegye Meszléry Judit színművésznő. Két saját és egy nevelt gyermeke volt.
Ikertestvére, Horváth György 1992 és 2010 között a Veszprém Megyei Bíróság elnöke volt.

## Emlékezete
2022-ben mutatták be a Blokád című filmet (alkotók: Köbli Norbert forgatókönyvíró, Tősér Ádám rendező), amelyben Horváth Balázst, az Antall-kormány belügyminiszterét is láthatjuk. A film cselekménye az 1990-es taxisblokád köré épül.